# Banco Popular de Puerto Rico
Popular, Inc. è un fornitore di servizi finanziari full-service quotato in borsa negli Stati Uniti, a Porto Rico e nelle Isole Vergini. Secondo The Banker, è una delle 50 maggiori banche statunitensi per asset. Popular Bank è la sussidiaria bancaria.

## Storia

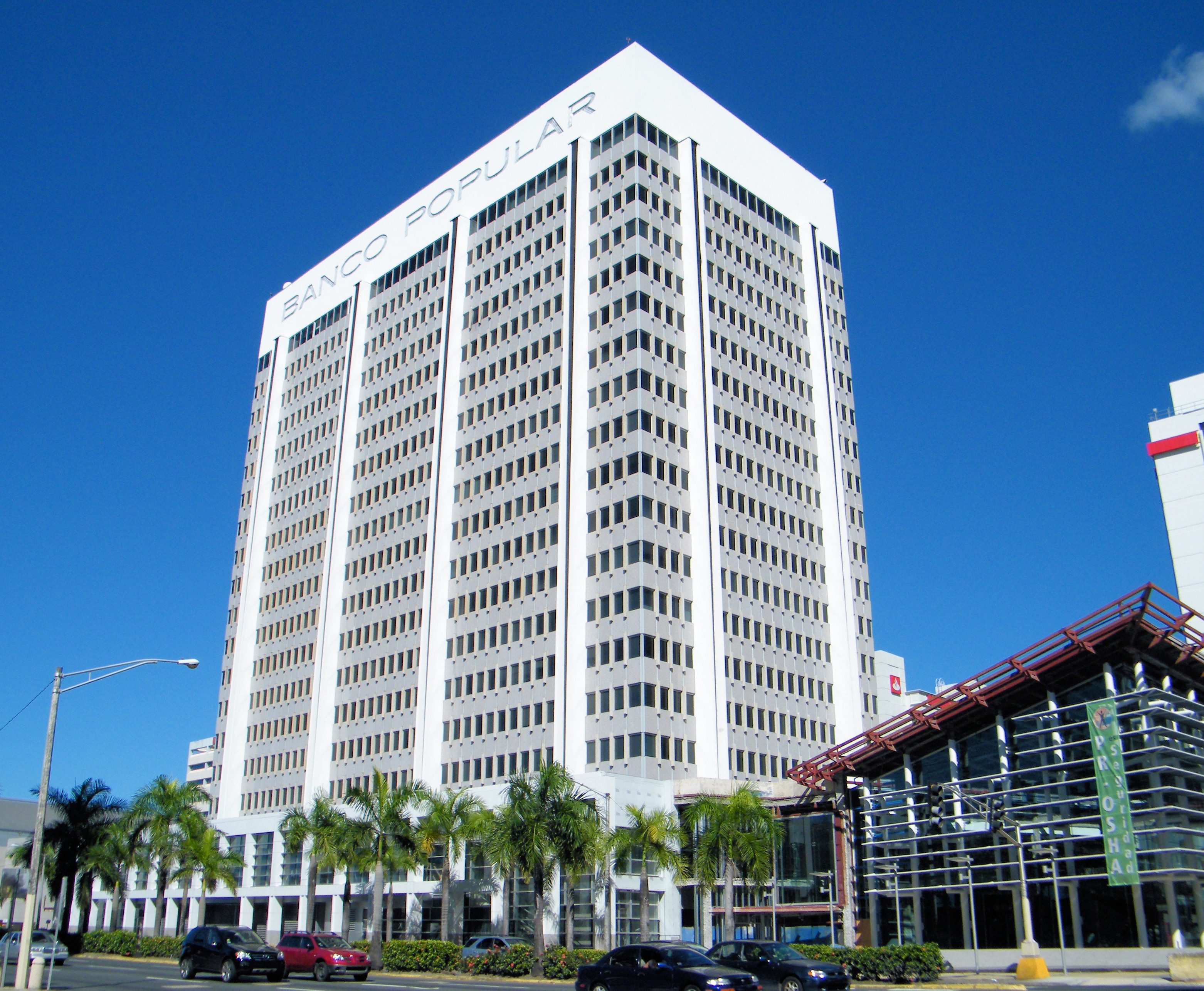
La sede centrale della Popular, Inc. si trova in Hato Rey, Porto Rico.

La banca fu fondata a Porto Rico nel 1893, quando l'isola era ancora sotto amministrazione spagnola. Fu guidata nelle sue fasi iniziali da Rafael Carrión Sr. e Don Manuel Muñoz Barrios, quest'ultimo dei quali fu il primo presidente e amministratore della società.
Durante gli anni '70, gli spot pubblicitari dell'azienda erano popolari nella televisione portoricana: presentavano un uomo calvo di mezza età con una maglietta bianca, che annunciava l'azienda in modo comico. Gli anni '70 videro anche un passo da gigante nello sviluppo del Banco Popular come la più grande banca di Porto Rico, quando acquistò due terzi del Banco de Crédito y Ahorro Ponceño. Attraverso questo acquisto, Popular entrò nel settore delle carte di credito.
Nei decenni successivi, Banco Popular diede grande importanza all'immagine pubblica dell'azienda. Fu durante gli anni '80, dopo la morte di Rafael Carrion Sr., che Richard L. Carrión assunse il ruolo di Presidente della corporation.
Nel 1989, la banca ha introdotto un servizio di risparmio per bambini con un orso, "Populoso", come mascotte. Il Club del Ahorro (o Savings Club) era (ed è tuttora) destinato a incoraggiare i bambini ad aprire conti di risparmio e a tenere traccia del loro denaro.

### Anni '90
Il decennio successivo iniziò con un grande sviluppo per la banca, quando nel 1990 si fuse con il Banco de Ponce, una delle più grandi sull'isola. In questo periodo, la holding del Banco Popular cambiò il suo nome in BanPonce Corporation.
Nel 1997, la Popular acquisì il Banco Roig, una delle principali banche della parte orientale dell'isola, entrando in un mercato geografico in cui non aveva ancora avuto successo.
Verso la fine degli anni '90, la società iniziò a diversificare i suoi servizi grazie alle revisioni delle leggi statali che consentivano alle banche determinati "privilegi" relativi a diversi servizi finanziari diversi da quelli bancari. In questi anni nacquero Popular Auto, Popular Finance, Popular Mortgage, Popular Insurance, Popular Leasing, tra gli altri.
In questo periodo, la società ha creato una delle sue sussidiarie di punta, Popular Securities. È rapidamente diventata il braccio di investment banking, retail brokerage e institutional sales di Banco Popular. Per quanto riguarda il retail, Popular Securities ha un'ampia rete di broker a Porto Rico, rivaleggiata solo dal gigante svizzero UBS e più di recente da Banco Santander. Popular Securities ha altri uffici a New York, San Antonio, Houston e Chicago.